# Andrena salicifloris
Andrena salicifloris är en biart som beskrevs av Cockerell 1897. Andrena salicifloris ingår i släktet sandbin, och familjen grävbin. Inga underarter finns listade i Catalogue of Life.